# 鹿児島県道37号伊集院日吉線
鹿児島県道37号伊集院日吉線（かごしまけんどう37ごう いじゅういんひよしせん）は、鹿児島県日置市を通る県道（主要地方道）である。

## 概要
日置市伊集院町麦生田から日置市日吉町日置に至る。
日置市街地付近は、鹿児島県道24号鹿児島東市来線と重複区間がある。日置市街地付近から終点までは、廃止された鹿児島交通枕崎線（南薩線）とほぼ並行している。

### 路線データ
- 起点 - 鹿児島県日置市伊集院町麦生田（麦生田交差点、国道3号交点）
- 終点 - 鹿児島県日置市日吉町日置（日置帆の港交差点、国道270号交点）
- 延長：15.451 km[1]

## 歴史
- 1965年（昭和40年）12月1日 - 路線認定[2]。
- 1993年（平成5年）5月11日 - 建設省から、県道伊集院日吉線が伊集院日吉線として主要地方道に指定される[3]。

## 路線状況

### 重複区間
- 鹿児島県道24号鹿児島東市来線（日置市伊集院町猪鹿倉 - 日置市伊集院町大田）

## 地理

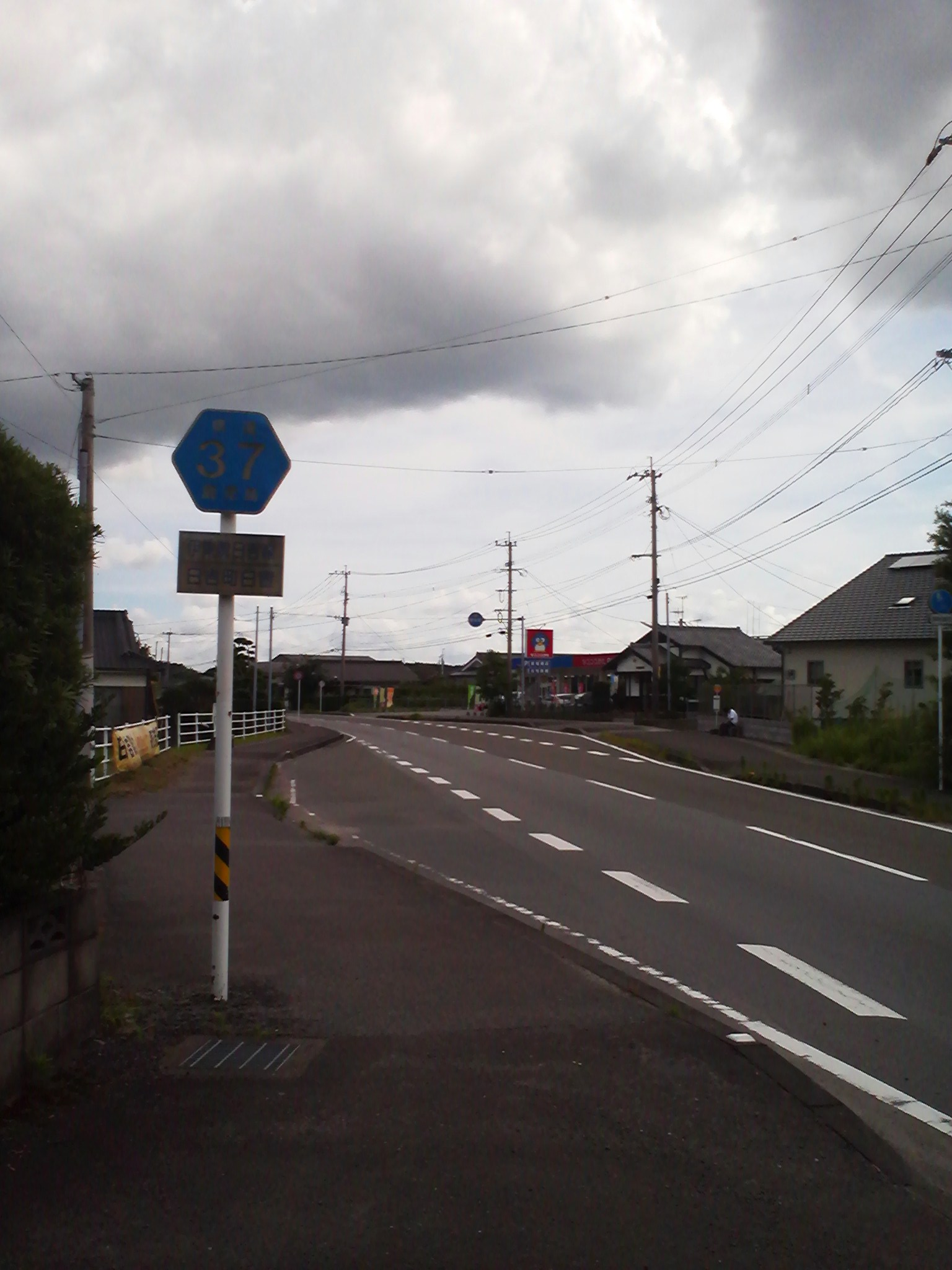
日置郵便局付近から終点方向を望む

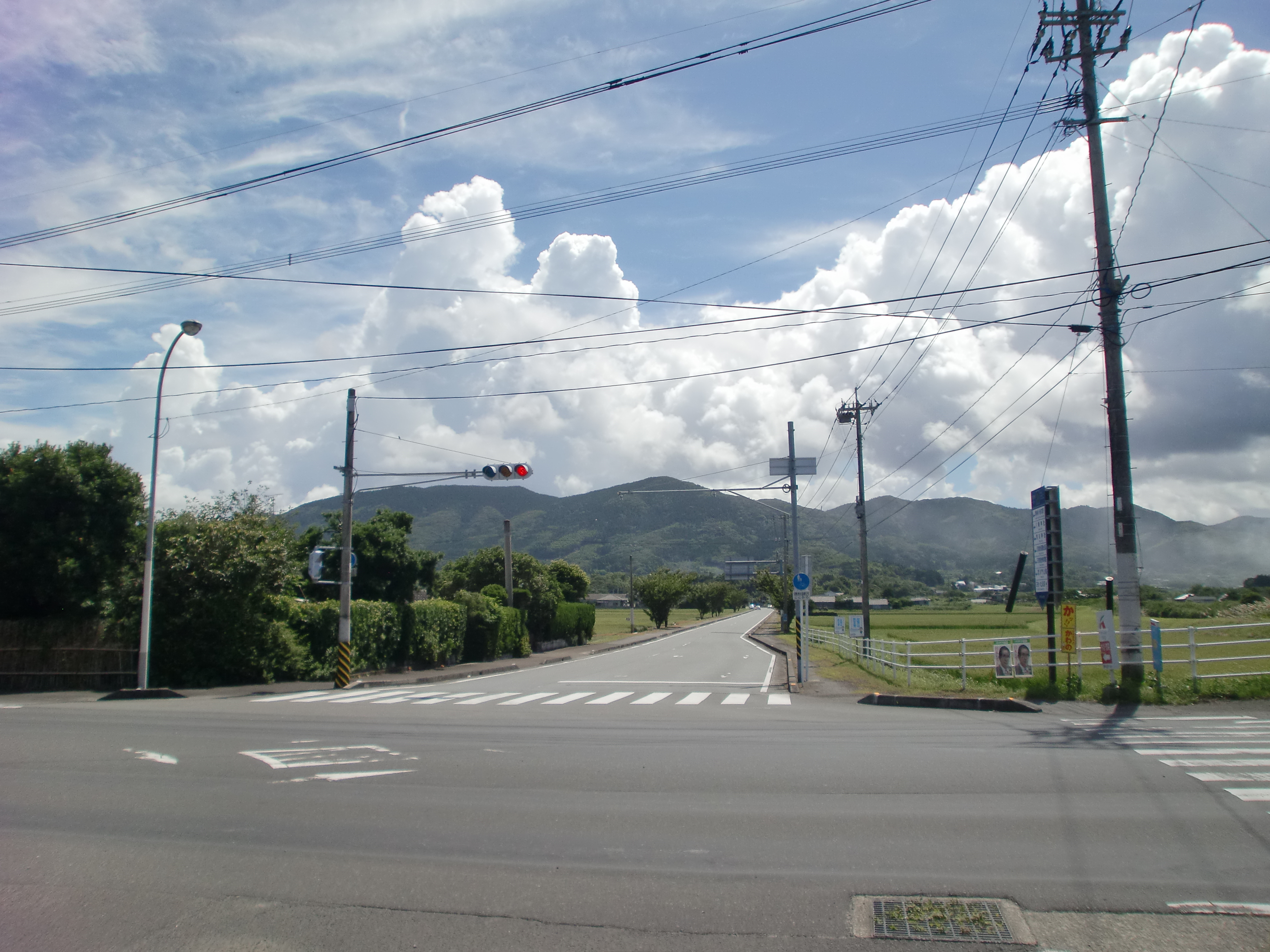
終点（日吉町日置）から伊集院方面を望む

### 通過する自治体
- 日置市

### 交差する道路
| 交差する道路                              | 交差する場所   | 交差する場所            |
| ----------------------------------------- | -------------- | ----------------------- |
| 国道3号                                   | 伊集院町麦生田 | 麦生田交差点 / 起点     |
| 鹿児島県道304号仙名伊集院線               | 伊集院町郡     | 伊集院高校前交差点      |
| 鹿児島県道24号鹿児島東市来線 重複区間起点 | 伊集院町猪鹿倉 |                         |
| 鹿児島県道301号伊集院停車場線             | 伊集院町徳重   |                         |
| 鹿児島県道206号徳重横井鹿児島線           | 伊集院町下谷口 |                         |
| 鹿児島県道24号鹿児島東市来線 重複区間終点 | 伊集院町大田   |                         |
| 国道270号                                 | 日吉町日置     | 日置帆の港交差点 / 終点 |

### 交差する鉄道
- 九州新幹線
- 鹿児島本線

### 沿線
- 鹿児島県立伊集院高等学校
- JR九州鹿児島本線 伊集院駅
- 日置市立日吉中学校